# Izlandi zuzmó
Az izlandi zuzmó, vagy izlandi moha, (Cetraria islandica vagy Lichen islandicus), a lombos zuzmók elterjedt faja. Hegyes vidékek talaján tömegesen terem. A sarkvidék lakóinak hasznos növénye: a rénszarvast etetik vele, de ínség idején maguk is eszik. Keményítőn kívül keserű cetrarint is tartalmaz, hatóanyagát étvágygerjesztőnek is alkalmazzák. A belőle nyert emetint, befecskendezve, az amőbás vérhas gyógyítására használják.
A középkori izlandi mindennapokban az étkezés része volt, zöldség helyett fogyasztották.
|  |